# Association Solidarité France Pologne
 (juin 2022).
La mise en forme du texte ne suit pas les recommandations de Wikipédia : il faut le « wikifier ».
Les points d'amélioration suivants sont les cas les plus fréquents :
- Les titres sont pré-formatés par le logiciel. Ils ne sont ni en capitales, ni en gras.
- Le texte ne doit pas être écrit en capitales (les noms de famille non plus), ni en gras, ni en italique, ni en « petit »…
- Le gras n'est utilisé que pour surligner le titre de l'article dans l'introduction, une seule fois.
- L'italique est rarement utilisé : mots en langue étrangère, titres d'œuvres, noms de bateaux, etc.
- Les citations ne sont pas en italique mais en corps de texte normal. Elles sont entourées par des guillemets français : « et ».
- Les listes à puces sont à éviter, des paragraphes rédigés étant largement préférés. Les tableaux sont à réserver à la présentation de données structurées (résultats, etc.).
- Les appels de note de bas de page (petits chiffres en exposant, introduits par l'outil «  Source ») sont à placer entre la fin de phrase et le point final[comme ça].
- Les liens internes (vers d'autres articles de Wikipédia) sont à choisir avec parcimonie. Créez des liens vers des articles approfondissant le sujet. Les termes génériques sans rapport avec le sujet sont à éviter, ainsi que les répétitions de liens vers un même terme.
- Les liens externes sont à placer uniquement dans une section « Liens externes », à la fin de l'article. Ces liens sont à choisir avec parcimonie suivant les règles définies. Si un lien sert de source à l'article, son insertion dans le texte est à faire par les notes de bas de page.
- La présentation des références doit suivre les conventions bibliographiques. Il est recommandé d'utiliser les modèles {{Ouvrage}}, {{Chapitre}}, {{Article}}, {{Lien web}} et/ou {{Bibliographie}}. Le mode d'édition visuel peut mettre en forme automatiquement les références.
- Insérer une infobox (cadre d'informations à droite) n'est pas obligatoire pour parachever la mise en page.

Pour une aide détaillée, merci de consulter Aide:Wikification.
Si vous pensez que ces points ont été résolus, vous pouvez retirer ce bandeau et améliorer la mise en forme d'un autre article.
L'Association Solidarité France Pologne (ASFP) est une association civile crée à Paris en soutien au mouvement des grèves initié en Pologne en 1980, au syndicat Solidarność et au mouvement dissident polonais. Elle est actuellement consacrée à la coopération internationale entre la France et la Pologne et à diverses activités de soutien à la société civile polonaise.

## Histoire
En juillet 1980, la Pologne connait la naissance d'un fort mouvement de grèves qui suscitent de l’intérêt en France et dans le monde entier. Krystyna Vinaver et Karol Sachs, Polonais résidant en France, entament alors la création de l'Association Solidarité France Pologne avec l’objectif de fournir une information de qualité en France sur ce qui se passe en Pologne, d’organiser des manifestations de soutien et de favoriser une coopération avec le nouveau syndicat Solidarność qui voit le jour en 1981. Piotr Słonimski, chercheur polonais en biologie vivant en France depuis 1947, en devient le premier président.
Durant plusieurs mois et jusqu’à l’instauration de l’état de siège en Pologne, le 13 décembre 1981, avec à la tête le général Wojciech Jaruzelski, l’activité de l’ASFP consistera à collecter des informations sur Solidarność, à établir des contacts, à construire un réseau d'aide, à organiser des réunions publiques avec des militants du syndicat en France et aussi des événements culturels, comme des concerts, dont les recettes alimentent le soutien au syndicat polonais. Participent à ce mouvement des syndicalistes français, principalement ceux de la Confédération française démocratique du travail, ainsi que des intellectuels polonais comme Georges Mink et Krzysztof Pomian. En 1983, l’ASFP rejoint le Comité de coordination Solidarność en France dans sa condamnation du procès mené contre des membres du Comité de défense des ouvriers (Komitet Obrony Robotników). L'organisation met également en place une opération de parrainage afin d’apporter aux familles victimes de la répression un soutien moral et matériel. Elle organise enfin un soutien financier aux éditions clandestines dont Karta, CDN, NOWa, MOST, Kurs, Krąg, Rytm, Myśl, le financement de bourses, le soutien à la clandestinité en Pologne et l’installation des dissidents polonais immigrés en France. À partir de 1989, à la suite des négociations de la Table ronde en Pologne et dans le contexte de démocratisation du pays, l’Association réoriente son activité vers le domaine socio-économique, en apportant son soutien à diverses initiatives concernant le développement social et économique du pays, autant que le renforcement du mouvement associatif.
Actuellement, l’ASFP est toujours active, bien que son action soit retreinte à des projets plus modestes, entre autres le cofinancement d’expositions d’artistes polonais en France et en Pologne, le soutien financier aux divers projets associatifs et, depuis l’arrivée du parti Droit et Justice (PiS) au pouvoir en 2015, le soutien aux initiatives démocratiques en Pologne.

### Archives
Les archives de la ASFP sont actuellement conservées à la Bibliothèque polonaise de Paris.